# Caso Calle Conferencia
El Caso Calle Conferencia I y II es la designación de dos operaciones clandestinas de la DINA, la policía política de la dictadura militar, que descabezó en mayo a noviembre-diciembre de 1976 la dirección del Partido Comunista de Chile (PC). Ambas operaciones fueron organizadas por la Brigada Lautaro, cuya existencia se mantuvo en secreto hasta 2007, a pesar de la controversia entre Manuel Contreras, jefe de la DINA, y el dictador Augusto Pinochet.

## Calle Conferencia Operaciones I y II y la Brigada Lautaro

### Conferencia 1
El 12 de mayo de 1976, varios dirigentes del partido comunistas fueron secuestrados por la DINA desde una casa de seguridad de la Calle Conferencia 1587, 33°28′06″S 70°40′28″O / -33.468216, -70.6744275, comuna de Santiago.·. Hecho denunciado pero que no fue sabido hasta 2007. Posteriormente y como parte de la misma operación Víctor Díaz López, segundo al mando de la dirección clandestina del Partido Comunista y padre de Viviana Díaz, que fue dirigenta de la Agrupación de Familiares de Detenidos Desaparecidos, fue detenido en la calle Bello Horizonte 979 en la comuna de Las Condes.
De hecho, los detenidos fueron trasladados a un recinto secreto el Cuartel Simón Bolívar, ubicado en La Reina·. No se sabe exactamente cuántos prisioneros comunistas fueron trasladados allí, parece que todos lo fueron (Jorge Muñoz, el marido de Gladys Marín, Fernando Ortiz, padre de Estela Ortiz, ex Directora Junji, viuda de una víctima del Caso Degollados 1985 y Waldo Pizarro, el esposo de la dirigenta de la AFDD, Sola Sierra, padre de su actual presidenta, Lorena Pizarro)
Sin embargo, este cuartel secreto fue la sede de la Brigada Lautaro (DINA), uno de los más numerosas de la DINA, se mantuvo en secreto hasta 2007. Además de él se practicó la tortura Experimentación con seres humanos, incluyendo el gas sarín, realizado por el químico Eugenio Berríos, junto a Michael Townley·.
El Grupo Delfín, independiente de la Brigada Lautaro, fue operado desde el cuartel general. Fue dirigido por Germán Barriga Muñoz, entonces capitán y una de las "estrellas" de la DINA, que se suicidó el 17 de enero de 2005. La cabeza de Víctor Díaz López estaba cubierto con una bolsa de plástico antes de que se le inyectara cianuro.  De acuerdo con el agente Ricardo Lawrence, Pinochet fue personalmente al centro de detención de Casa de Piedra en el Cajón del Maipo, para ver Díaz antes de ser transferido al cuartel Simón Bolívar para ser asesinado.
El comando estaba compuesto por miembros de todas las ramas de las Fuerzas Armadas de Chile (Armada, Fuerza Aérea, Ejército y Carabineros), incluyendo civiles, oficiales del ejército y decenas de suboficiales de todas las ramas.  Todos estaban bajo la dirección de Juan Morales Salgado, entonces de importancia, y responsable de la seguridad personal de Manuel Contreras, jefe de la DINA.  Las órdenes de asesinato emanaban directamente de Contreras que los transmitía a Salgado.

### Conferencia 2
En el caso Calle Conferencia II, también conocido como El caso de los trece, 11 miembros de la nueva dirección clandestina del PC fueron secuestrados con dos militantes del MIR, entre el 29 de noviembre  y el 20 de diciembre de 1976. Fernando Ortiz, miembro del Comité Central del PC, y Waldo Pizarro habían sido secuestrados con otros cinco en 15 de diciembre de 1976.
La mayoría de los cuerpos fueron arrojados al mar.

## Juicio 2007-2010
En mayo de 2007, el juez chileno Víctor Montiglio procesó a 74 exagentes de la DINA, en su mayoría desconocidos para el público, como parte de la investigación más grande acerca del funcionamiento de esta policía secreta. Por otra parte 8 agentes ya imputados entre 2000 y 2005 (incluyendo Manuel Contreras, que escapó de la acusación por el motivo de "cosa juzgada", Miguel Krassnoff y Ricardo Lawrence, imputado por el juez Juan Guzmán Tapia), estaban los exministros del Interior César Benavides y el coronel Carlos Mardones Díaz, excomandante del Comando de Aviación del Ejército. Este último fue acusado debido a que los detenidos fueron luego arrojados al mar a bordo de helicópteros Puma, que partían desde Peldehue, al norte de Santiago.
El Brigadier Antonio Palomo Contreras, que estaba poniendo a prueba los vuelos de la muerte y fue durante mucho tiempo el piloto personal de Pinochet, también fue acusado. También fue por orden de Pinochet, que puso a prueba el helicóptero del general Carlos Prats el 15 de septiembre de 1973 después de la decisión de este último de exilio en Argentina. Por otra parte, con Luis Felipe Polanco, también acusado, voló el Puma en la Caravana de la Muerte (septiembre-octubre de 1973).
Por último, el testigo principal en el caso, cuya identidad sigue siendo confidencial, pero también fue acusado marginado de otros sospechosos. Mientras que algunos de los sospechosos estaban en custodia bajo la custodia del ejército, y otro en libertad condicional, agente civil Carlos Segundo Marco Muñoz de la Brigada Lautaro, que formaba parte de los acusados y apenas había declarado en el asesinato del diplomático Carmelo Soria, al final se suicidó en mayo de 2007.
La investigación fue la que descubrió la existencia del cuartel Simón Bolívar y Brigada Lautaro de la DINA, originalmente responsables de la seguridad personal de Manuel Contreras, jefe de la DINA, y quien participó incluyendo la Operación Colombo y el asesinato de los líderes del PC en virtud de las operaciones Calle Conferencia 3. Más de 60 personas están siendo procesados por el asesinato de Víctor Díaz.
A finales de 2009, el juez Montiglio procesó de nuevo 120 exmiembros de la DINA, 60 no habían sido previamente procesados. Los cargos se refiere a la Operación Cóndor, la Operación Colombo y el caso Calle Conferencia I y II.
Según el enjuiciamiento, la segunda operación Calle Conferencia (finales de noviembre o principios de diciembre de 1976) fue dirigida por la Brigada Lautaro de la DINA, comandada por el capitán del Ejército Juan Morales Salgado, y por grupos operativos dirigidos por Ricardo Lawrence y Germán Barriga, respectivamente capitanes de los carabineros y el ejército.